# تيد بيج
تيد بيج (بالإنجليزية: Ted Page)‏ هو لاعب كرة قاعدة أمريكي، ولد في 22 أبريل 1903، وتوفي في 1 ديسمبر 1984 بسبب إصابة كليلة.